# Jesówka
Jesówka – wieś sołecka w Polsce położona w województwie mazowieckim, w powiecie piaseczyńskim, w gminie Piaseczno.
Wieś szlachecka Jesewa położona była w drugiej połowie XVI wieku w powiecie czerskim  ziemi czerskiej województwa mazowieckiego. W latach 1975–1998 miejscowość administracyjnie należała do województwa warszawskiego.
Na wschód od wsi znajduje się cmentarz wojenny z okresu I wojny światowej. Pochowano na nim 76 Niemców i 24 Rosjan.

## Galeria

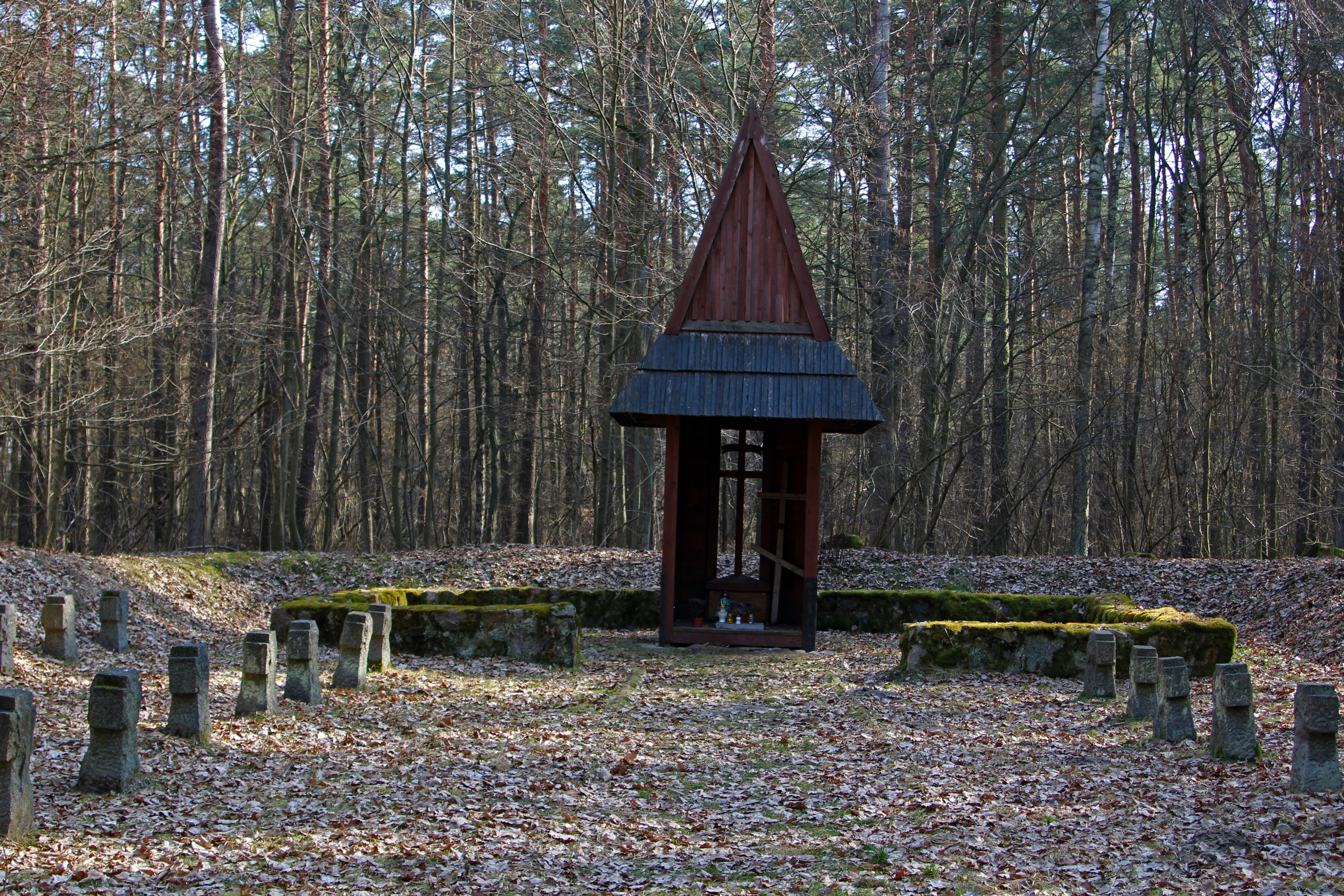
Kaplica na cmentarzu wojennym w Jesówce
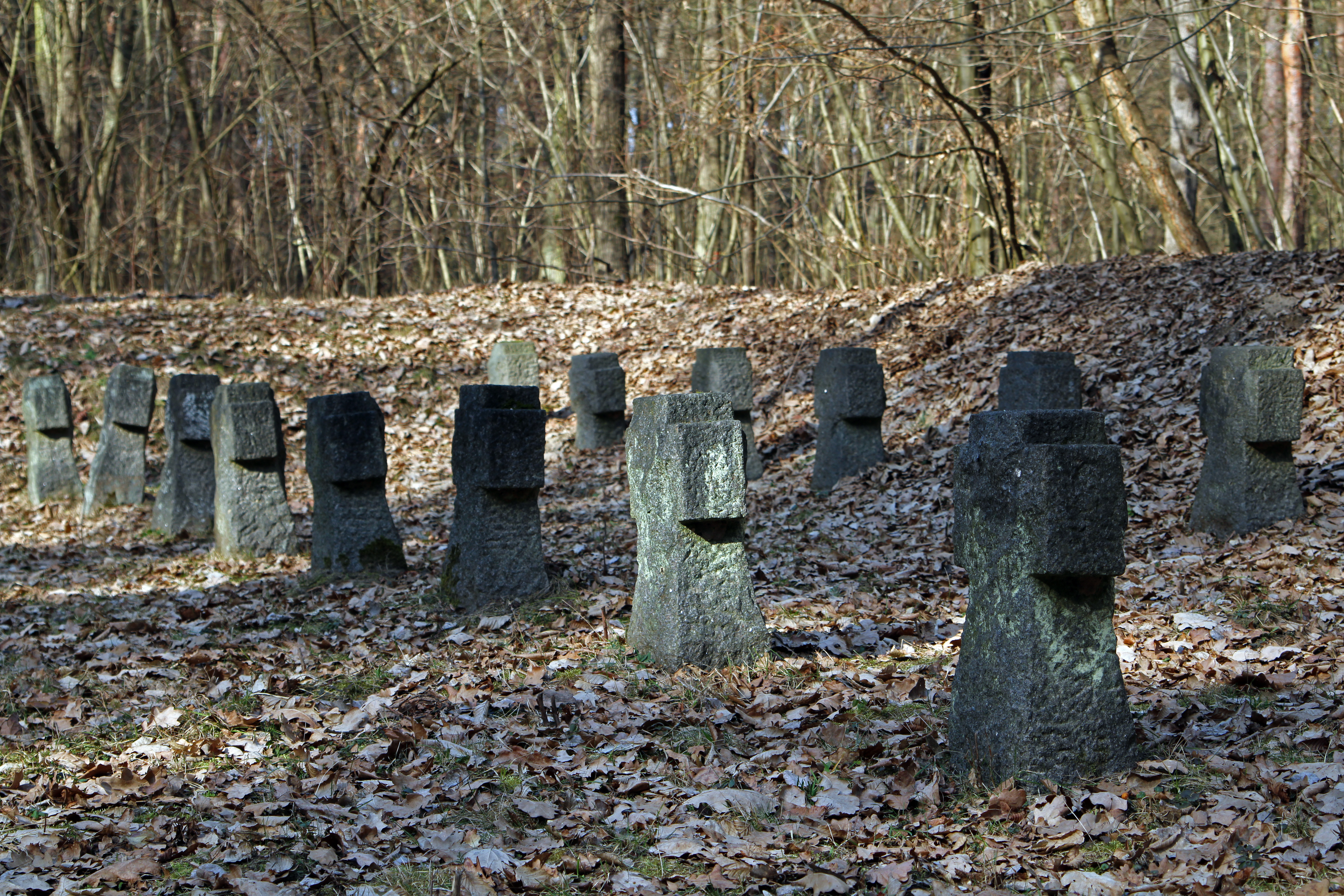
Krzyże na cmentarzu wojennym w Jesówce